# Intuitiv kunskap
Intuitiv kunskap innebär att man omedelbart eller direkt kommer fram till en ny kunskap utan någon form av tänkande eller resonerande i mellanled. Den intuitiva kunskapen kännetecknas av en speciell närvaro som gör att den nya kunskapen nås genom att man helt och hållet övervinner avståndet mellan existerande kunskap och denna nya kunskap.
Motsatsen till intuitiv kunskap är diskursiv kunskap.